# Cattedrale di Santa Gertrude (Utrecht)

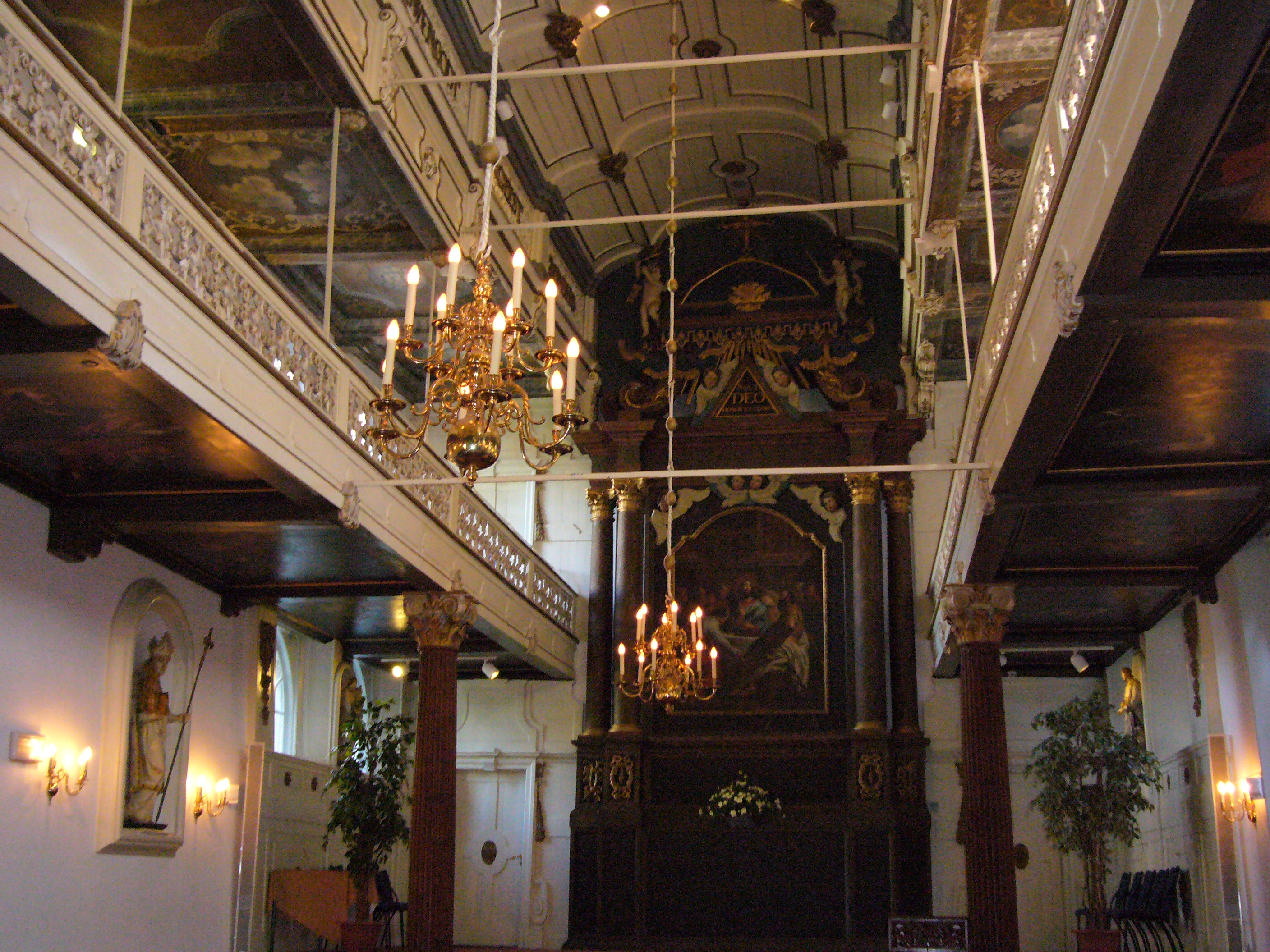
Interno della Cappella di Santa Gertrude

La cattedrale di Santa Gertrude è la cattedrale dell'Arcidiocesi di Utrecht della Chiesa vetero-cattolica dei Paesi Bassi.
Si trova sulla Willemsplantsoen. L'edificio fu progettato da E.G. Wentinck in stile neo-romanico e costruito tra il 1912 e il 1914. Lo stile neo-romanico fu scelto in memoria della scomparsa chiesa di Santa Maria, che si trovava alle spalle della cattedrale di Santa Gertrude.
Il lato parco della cattedrale è dominato da due torri a ovest, l'edificio dispone anche di un'abside a tre vie. La navata è coperta da un pergolato in legno. Una parte dell'interessante magazzino, composto da dipinti, sculture, argenti ecclesiastici e reliquie, è in parte sostenuto da altri chiese vetero-cattoliche abbandonate.
Attualmente la liturgia è esercitata in un nuovo edificio collegato con la cattedrale tramite un corridoio di vetro, mentre l'edificio storico svolge la funzione di mostra e museo.

## Cappella di Santa Gertrude
Il diretto predecessore della cattedrale di Santa Gertrude è la "cappella di Santa Gertrude", una ex "schuilkerk", che è stata conservata a fianco della cattedrale attuale. La schuilkerk fu allestita nel 1634 in un edificio medievale per la ex-parrocchia della Geertekerk.
Durante lo scisma vetero-cattolico del 1723 la parrocchia aderì alla Chiesa vetero-cattolica, come la parrocchia di san Giacomo e la parrocchia di Maria Minor. La cappella di Santa Gertrude fu scelta come cattedrale della Chiesa vetero-cattolica.
La schuilkerk è uno degli esemplari meglio conservati nei Paesi Bassi. L'aspetto attuale è stato recuperato principalmente nel corso di un restauro nel 1697, in cui i pavimenti della casa furono ripartiti in modo da creare gallerie. Dal 1991 al 1993, la schuilkerk ha subito un restauro.

## Consacrazioni
Nella cappella e nella cattedrale di Santa Gertrude ebbero luogo molte consacrazioni episcopali, tra cui quella di Franciszek Hodur nel 1907, quella di Jan Maria Michał Kowalski nel 1909 e quella dell'arcivescovo Joris Vercammen nel 1999.